# Apostolisches Vikariat Requena
Das Apostolische Vikariat Requena (lat.: Apostolicus Vicariatus Requenaënsis) ist ein im Nordosten Perus gelegenes römisch-katholisches Apostolisches Vikariat mit Sitz in Requena. 

## Geschichte
Das Apostolische Vikariat Requena wurde durch Papst Pius XII. am 2. März 1956 errichtet, als das von den Franziskanern betreute Apostolische Vikariat San Francisco de Ucayali mit der Apostolischen Konstitution Cum petierit in die Apostolischen Vikariate Pucallpa, San Ramón und Requena aufgeteilt wurde. Das Apostolische Vikariat Requena wurde damals den Franziskanern der peruanischen Ordensprovinz San Francisco de Solano del Perú anvertraut.

## Apostolische Vikare von Requena
- Valeriano Ludovico Arroyo Paniego OFM, 26. Januar 1957–26. November 1973
- Odorico Leovigildo Sáiz Pérez OFM, 26. November 1973–15. Mai 1987
- Victor de la Peña Pérez OFM, 15. Mai 1987–30. Juli 2005
- Juan Tomás Oliver Climent OFM, 30. Juli 2005–4. Juni 2022
- Alejandro Adolfo Wiesse León OFM, seit 4. Juni 2022